# 大阪産業大学短期大学部
大阪産業大学短期大学部（おおさかさんぎょうだいがくたんきだいがくぶ、英語: Junior College,Osaka Sangyo University）は、大阪府大東市中垣内3-1-1に本部を置いていた日本の私立大学である。1950年に設置され、2017年に廃止された。大学の略称は産短。

## 概観

### 大学全体
- 大阪府大東市に所在した日本の私立短期大学で、設置主体は学校法人大阪産業大学[注 4]
- 国内で最初に認可された短期大学149校[注 5]の1校として、1950年に大阪市城東区において大阪交通短期大学として1学科体制で開学した[3]。
- 後に増設により、運輸ほか交通経営・機械・自動車工業の各科を設けていたが、四年制大学の設置に伴い自動車工業の1学科に規模縮小されていた。ピーク時の 1992年頃には 1 学年定員 400 名となっており、かつては男子学生のイメージが強かったが近年は女子学生の姿も目立つようになっていた。
- 2013年度の入学生を最後に[注釈 2]、短期大学としての使命を終える[注釈 3]。

### 建学の精神（校訓・理念・学是）
- 右記資料を参照のこと[7]。

### 教育および研究
- 大阪産業大学短期大学部では、自動車整備士を養成する自動車工学科が設けられている。これは近畿地方では唯一、自動車工業系の学科をもちかつ、2013年現在、大阪府内では唯一新規学生を募集中の理工系短大ともなっている。

### 学風および特色
- 大阪産業大学短期大学部は元々、大阪交通短期大学であったことから、当時芝浦短期大学（現在廃止）、東京交通短期大学とともに全国でも稀な交通系の学科をもつ短大となっていた。現在は、大学と同じキャンパス内にある関係上、それとの交流が深く、短大卒業後その大学に編入学する学生が多いものとなっている。

## 沿革
- 1928年
  - 大阪鉄道学校を設置。
- 1949年
  - 10月 文部省[注釈 4]に短期大学[注 6]の設置認可に関する申請を行う[注 7]。なお、学科・専攻は以下の通りとなっている[注 8]。
    - 運輸科 入学定員80名
- 1950年
  - 3月14日 左記を以て短期大学の設置が文部省[注釈 4]より認可される[注 9]。
  - 4月1日 左記を以て大阪交通短期大学が以下の学科体制にて開学[注 10]。
    - 運輸科 
      - 第二部 入学定員80名
      - 通信教育部[注 11]
- 1951年
  - 3月2日 学校法人大阪交通学園が成立する[18]
- 1962年
  - 4月1日 以下の学科を増設する[19]。
    - 自動車工業科
      - 第一部 入学定員50名
      - 第二部 入学定員50名
- 1963年
  - 4月1日 以下の学科を増設する[注 12]。
    - 機械科
      - 第一部 入学定員50名
      - 第二部 入学定員50名

    - 交通経営科 入学定員80名
- 1964年
  - 4月1日 以下の学科については、この年度で学生募集を最終とする[注 13]。
    - 自動車工業科第二部
    - 運輸科第二部
    - 機械科
      - 第一部 入学定員50名[注釈 5]
      - 第二部 入学定員50名[注釈 5]

    - 交通経営科 入学定員80名[注釈 5]
- 1966年
  - 4月1日 大阪産業大学短期大学部に改組され、以下の学科体制をとる[注 14]。
    - 自動車工業科[注 15] 入学定員100名[注 16]
- 1968年
  - 4月1日 自動車工業科の入学定員を100→200に増員[注 17]。
- 1975年
  - 4月10日 設置者を学校法人大阪産業大学に変更[31]。
- 1981年
  - 4月1日 自動車工業科の入学定員を200→350に増員する[注 18]に増員[33]
- 1991年
  - 4月1日 自動車工業科の入学定員を350→400に増員する[注 19]。
- 1999年
  - 4月1日 自動車工業科の入学定員を400[38]→250[注 20]に減員する[41]。
- 2002年
  - 4月1日 自動車工業科の入学定員を250→200に減員する[注 21]。
- 2004年
  - 1月 平成16年度大学入試センター試験参加短期大学の1校となる[注 22]。
- 2007年
  - 4月1日 自動車工業科を自動車工学科に改称[注 23]。
- 2013年
  - 4月1日
    - 自動車工業科の入学定員を200→150に減員する[注 24]
    - この年度で短期大学としての学生募集を最終とする[注釈 2]。
- 2017年
  - 7月20日 左記をもって正式に廃止となる[注釈 3]。

## 基礎データ

### 所在地
- 大阪府大東市中垣内3-1-1[注釈 1]

### 当時の交通アクセス
- JR学研都市線野崎駅から徒歩で利用することができるが、15分程度はかかる距離となっている。
- バスを利用する場合は、「産業大学前」バス停留所で下車するのが最も便利である。同バス停へは以下の各駅から近鉄バスがある（下記は閉校前の情報。瓢箪山駅発着は2019年10月から東花園駅発着に変更されている）。
  - JR学研都市線住道駅より「瓢箪山駅」行
  - 近鉄奈良線瓢箪山駅より「住道駅」行又は「四条畷駅」行き
  - 近鉄けいはんな線新石切駅より「住道駅」行又は「四条畷駅」行き
  - JR学研都市線四条畷駅より「新石切駅」行

### 象徴
- 大阪産業大学短期大学部のカレッジマークは大学と同じものとなっている。右記資料も参照のこと[注 25]。

## 教育および研究

### 組織

#### 学科
- 自動車工学科 入学定員150名[注 26]

##### 大阪交通短期大学において設置されていた学科
- 自動車工業科
  - 第一部→自動車工学科
  - 第二部 入学定員50名[注釈 5]
- 運輸科第二部 入学定員80名[注釈 5]
- 機械科
  - 第一部 入学定員50名[注釈 5]
  - 第二部 入学定員50名[注釈 5]
- 交通経営科 入学定員80名[注釈 5]

#### 専攻科
- なし

#### 別科
- なし

##### 取得資格について
- 二級自動車整備士の受験資格が得られるようになっていた。

#### 年度別学生数
- 1954年度についてはその年度（月日は不詳だが、1955年3月以前のデータ）、1958年度以降はその該当年度の5月1日時点でのデータである。

| -      | 運輸科 | 自動車工業科                           | 機械科 | 交通経営科 | 出典      |
| ------ | ------ | -------------------------------------- | ------ | ---------- | --------- |
| 1954年 | 男147  | -                                      | -      | -          | [ 54 ]    |
| 1958年 | 男49   | -                                      | -      | -          | [ 55 ]    |
| 1959年 | 男62   | -                                      | -      | -          | [ 56 ]    |
| 1960年 | 男64   | -                                      | -      | -          | [ 57 ]    |
| 1961年 | 男111  | -                                      | -      | -          | [ 58 ]    |
| 1962年 | 男121  | 第一部：男140 第二部：男70             | -      | -          | [ 59 ]    |
| 1963年 | 男64   | 第一部：男286 第二部：男125            | 男38   | 男53       | [ 60 ]    |
| 1964年 | 男35   | 第一部：男313 第二部：男194            | 男79   | 男111      | [ 61 ]    |
| 1965年 | 男10   | 第一部：男351 第二部：男113            | 男38   | 男59       | [ 62 ]    |
| 1966年 | -      | 第一部 産短男266 交短男183 第二部 男59 | -      | -          | -         |
| 1967年 | -      | 男518                                  | -      | -          | [ 65 ]    |
| 1968年 | -      | 男591 女1                              | -      | -          | [ 66 ]    |
| 1970年 | -      | 男685 女1                              | -      | -          | [ 67 ]    |
| 1971年 | -      | 男636                                  | -      | -          | [ 68 ]    |
| 1972年 | -      | 男589                                  | -      | -          | [ 69 ]    |
| 1973年 | -      | 男642 女1                              | -      | -          | [ 70 ]    |
| 1975年 | -      | 男691 女3                              | -      | -          | [ 71 ]    |
| 1976年 | -      | 男882 女4                              | -      | -          | [ 72 ]    |
| 1977年 | -      | 男1029 女1                             | -      | -          | [ 73 ]    |
| 1978年 | -      | 男987 女3                              | -      | -          | [ 74 ]    |
| 1979年 | -      | 男881 女3                              | -      | -          | [ 75 ]    |
| 1980年 | -      | 男843 女3                              | -      | -          | [ 76 ]    |
| 1981年 | -      | 男797 女6                              | -      | -          | [ 77 ]    |
| 1982年 | -      | 男788 女3                              | -      | -          | [ 78 ]    |
| 1983年 | -      | 男813 女3                              | -      | -          | [ 79 ]    |
| 1984年 | -      | 男800 女4                              | -      | -          | [ 80 ]    |
| 1985年 | -      | 男791 女3                              | -      | -          | [ 81 ]    |
| 1986年 | -      | 男820 女3                              | -      | -          | [ 82 ]    |
| 1987年 | -      | 男826 女6                              | -      | -          | [ 83 ]    |
| 1988年 | -      | 男797 女8                              | -      | -          | [ 84 ]    |
| 1989年 | -      | 男793 女13                             | -      | -          | [ 85 ]    |
| 1990年 | -      | 男799 女17                             | -      | -          | [ 86 ]    |
| 1991年 | -      | 男823 女16                             | -      | -          | [ 87 ]    |
| 1992年 | -      | 男856 女18                             | -      | -          | [ 注 30 ] |
| 1993年 | -      | 男821 女20                             | -      | -          | [ 90 ]    |
| 1994年 | -      | 男865 女19                             | -      | -          | [ 91 ]    |
| 1995年 | -      | 男858 女20                             | -      | -          | [ 92 ]    |
| 1996年 | -      | 男844 女32                             | -      | -          | [ 93 ]    |
| 1997年 | -      | 男823 女34                             | -      | -          | [ 94 ]    |
| 1998年 | -      | 男824 女28                             | -      | -          | [ 95 ]    |
| 1999年 | -      | 男792 女19                             | -      | -          | [ 96 ]    |

### 研究
- 『大阪交通短期大学研究論叢』[97]
- 『大阪交通短期大学紀要』[98]
- 『阪奈道路交通量調査報告書』[99]
- 『大衆雑誌にみる日本の近現代の「産」の意識研究』[100]
- 『フアインセラミツクスの衝撃表面損傷を含む衝撃強度特性の評価に関する研究』[101]

## 学生生活

### 部活動・クラブ活動・サークル活動
- 大阪産業大学短期大学部のクラブ活動は基本的に四大生と合同となっていた。

### 学園祭
- 大阪産業大学短期大学部の学園祭は、基本的に四大生と合同となっていた。

## 施設

### キャンパス
- 主に、2・3号館、AMC、各所にある実習棟を利用している。実習は工学部と同じ内容でも、工学部とは別の建物で行われることがある。

### 学生食堂
- 主に「おくだ食堂」および「クリスタルテラス」を利用する学生が多かった。

## 対外関係

### 系列校
- 大阪産業大学
- 大阪産業大学附属中学校・高等学校
- 大阪桐蔭中学校・高等学校
- 大阪産業大学附属歯科衛生士学院専門学校

## 卒業後の進路について

### 編入学・進学実績
- 大阪産業大学への編入学者が多かった。